# AADACL4
AADACL4 ‏ (Arylacetamide deacetylase-like 4) هوَ بروتين يُشَفر بواسطة جين AADACL4 في الإنسان.